# 1987 en Lorraine
Chronologie de la Lorraine
- 1983
- 1984
- 1985
- 1986
- 1987
- 1988
- 1989
- 1990
- 1991

Cette page est une liste d'événements qui se sont produits durant l'année 1987 en Lorraine.

## Événements

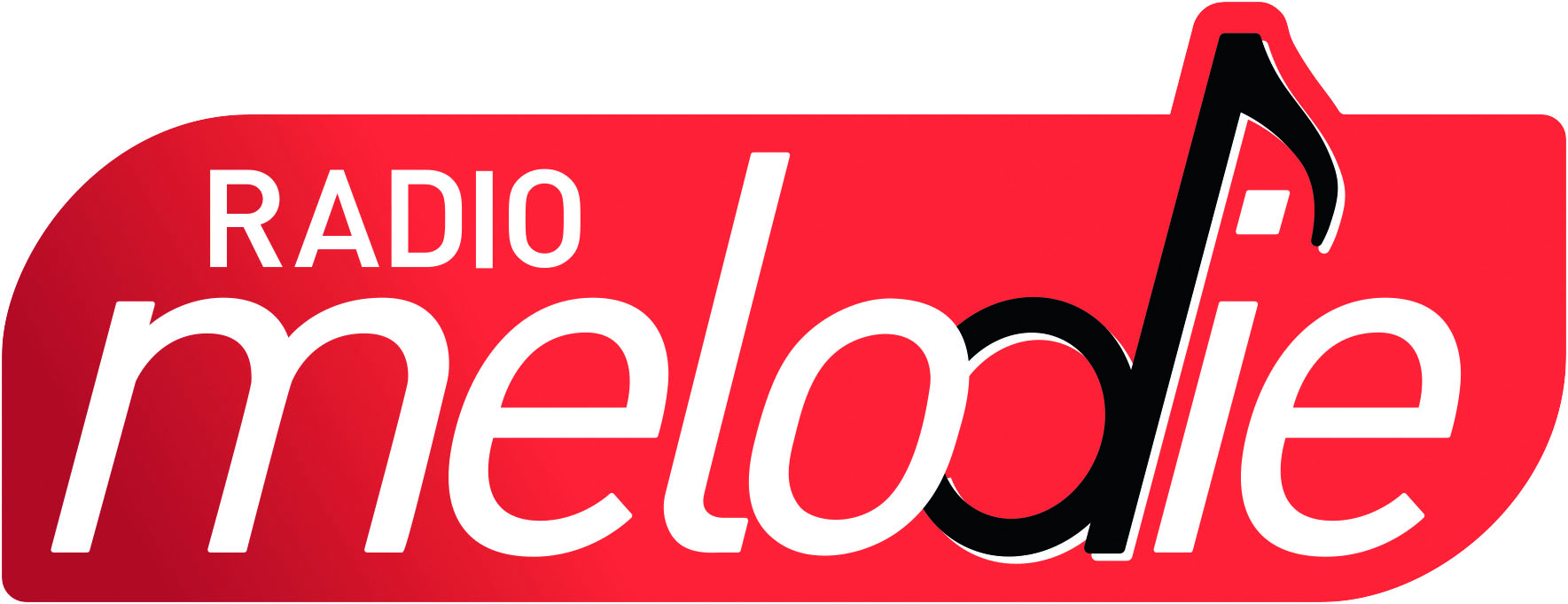
Logo Radio Mélodie.

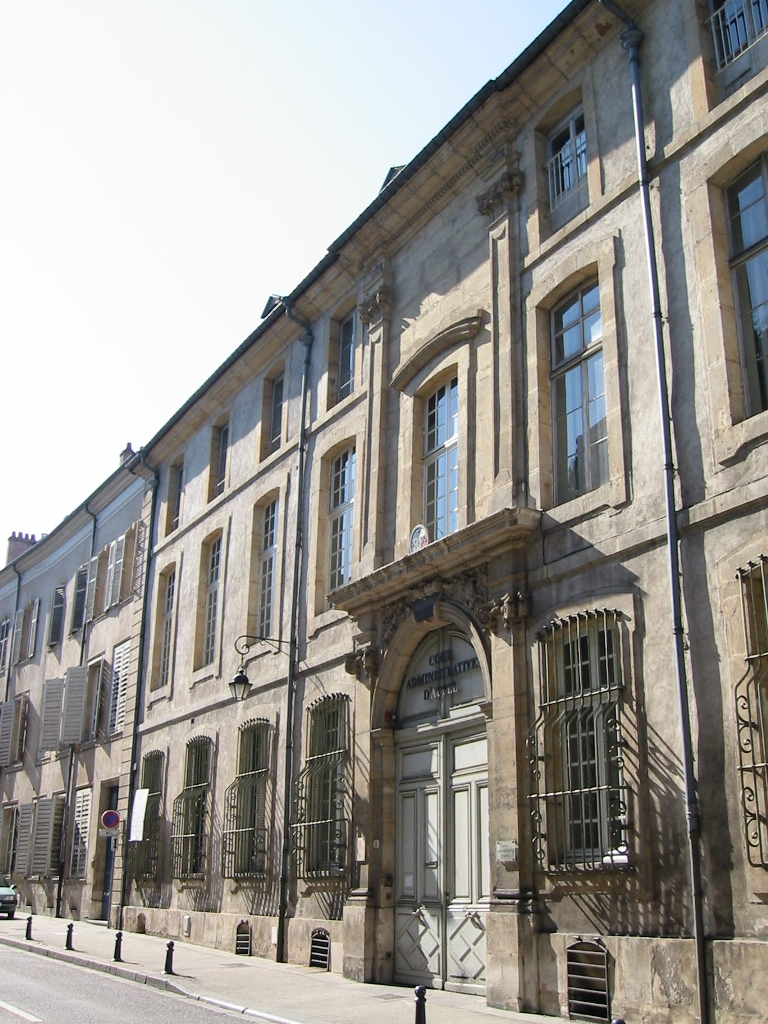
Cours administrative d'appel de Nancy

- Arrêt du dernier des hauts-fourneaux de Senelle (Usine de Longwy)[1].
- Création de Radio Jérico, station de radio locale diffusant en Moselle. Cette radio dépend de l'Évêché de Metz. Elle a été créée à l'occasion de la venue du pape Jean-Paul II à Metz[2].
- Fondation des Archives modernes d'architecture lorraine (AMAL)[3].
- François Grandjean et Patrick Ruer remportent le rallye de Lorraine sur une Porsche 911[4].
- Radio Mélodie est une station de radio basée à Sarreguemines. Fondée au début de l'année 1987 par un Français, Pierre Lacroix et un Allemand, Bernard Ley, la radio a connu de fortes turbulences à ses débuts. Malgré tout, une poignée de volontaires parvient à la faire subsister.
- Plan Chérèque pour la reconquête des friches industrielles[5].

- 28 janvier : 7000 personnes manifestent à Forbach pour alerter sur l'avenir incertain du bassin houiller[6].
- 23 mars : Pat Cash remporte le tournoi de tennis de Lorraine.
- 23 juin : fondation des Artilleurs de Metz, club de football américain, Flag football et de Cheerleading,  basé dans la ville de Metz en Moselle. Le club évolue en régionale et est membre de la Fédération française de football américain depuis 2003[7].
- Août 1987 : Isabelle Bour est élue reine de la mirabelle[8].
- 24 août : un  Mirage III E de la base aérienne de Colmar s'écrase à Bermering [9]
- 27 août : un chasseur F-16 du 526e Tactical Fighter Squadron américain s'écrase entre Lucy et Prévocourt[9]
- 31 décembre : loi instituant la cour administrative d'appel de Nancy, juridiction d'appel des décisions rendues par les tribunaux administratifs de Besançon, Châlons-en-Champagne, Nancy et Strasbourg.

## Inscriptions ou classements aux titre des monuments historiques

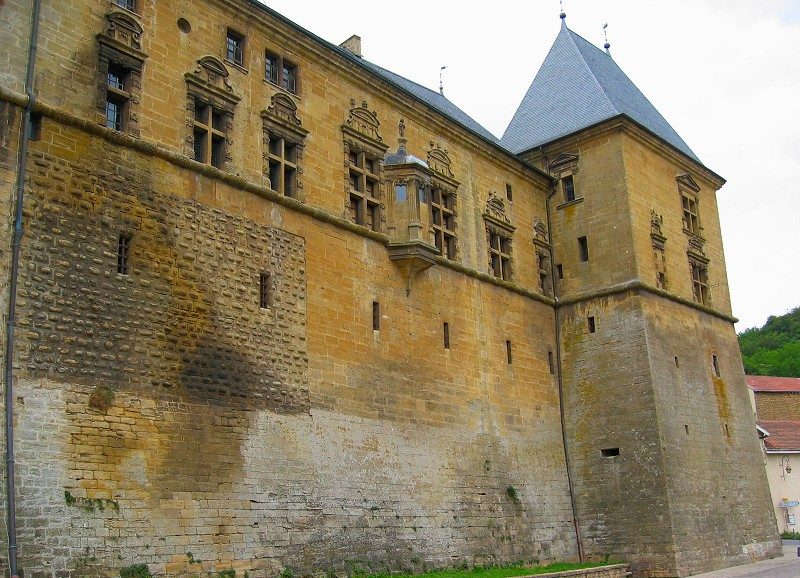
Château de Cons-le-Granville

- En Meurthe-et-Moselle : Église Saint-Gengoult de Briey[10]; Château de Cons-la-Grandville[11]; Église Saint-Hubert de Cons-la-Grandville[12]; Maison de Jean Prouvé[13]; Villa Bonnabel à Nancy[14]; Maison des Sœurs Macarons à Nancy[15]

- En Moselle : Ossuaire d'Ancy-sur-Moselle[16]; Ossuaire de Boucheporn[17]; Château de Wendel[18]; Abbaye de Sturzelbronn[19]

- Dans les Vosges : Église Saint-Georges de Bouzemont[20]

## Naissances

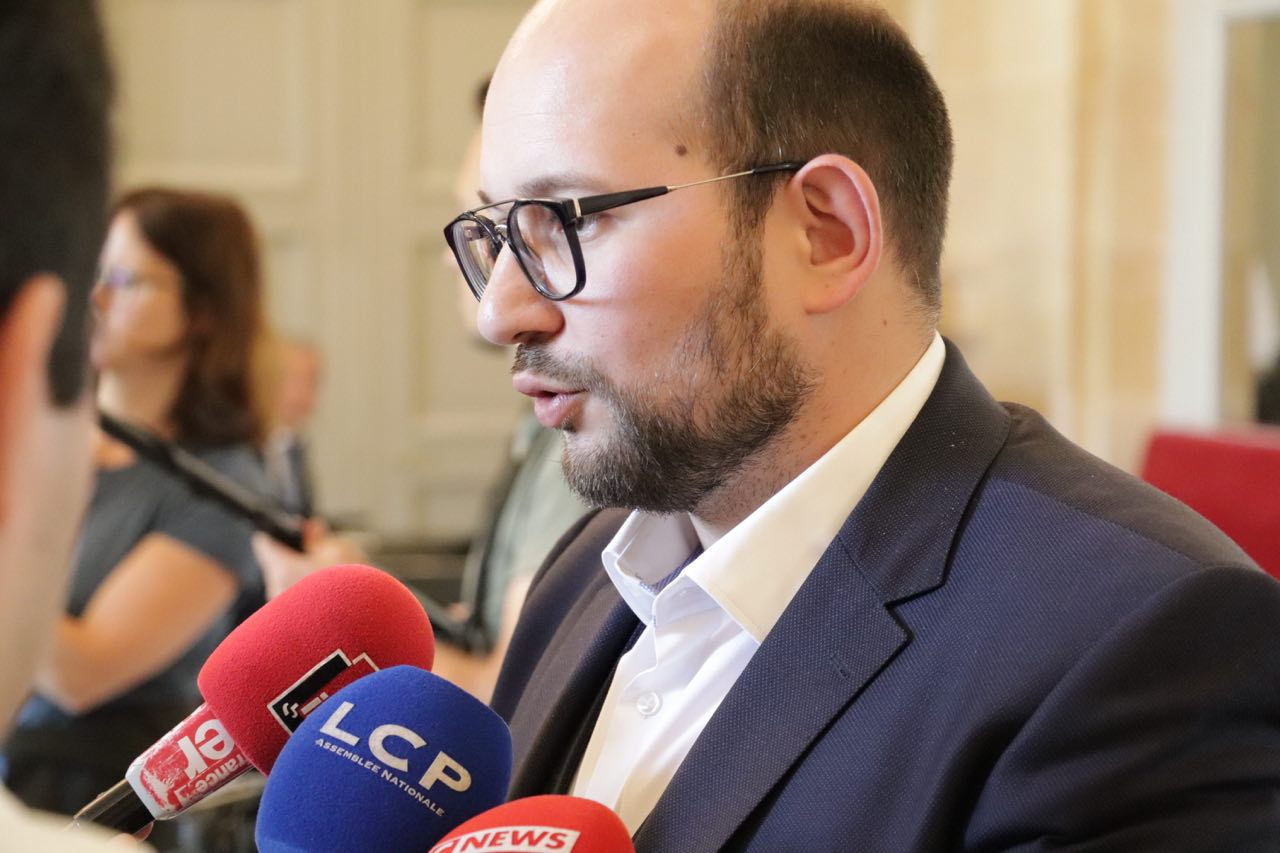
Ludovic Mendes à l'Assemblée nationale.

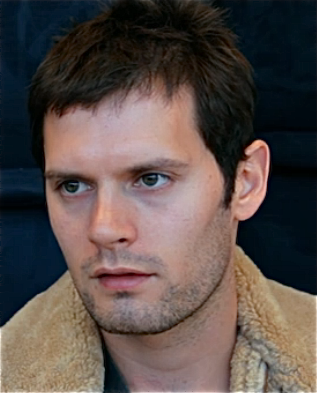
Hugo Becker

- 18 janvier à Sarreguemines : Vincent Seitlinger, homme politique français
- 13 février à Algrange : Baptiste Butto, handballeur international français évoluant au poste d'ailier gauche. Après avoir commencé sa carrière professionnelle au Sélestat Alsace Handball, c'est avec le Dunkerque Handball Grand Littoral qu'il connaît ses meilleurs résultats, remportant avec le club nordiste les 4 compétitions nationales (Championnat, Coupe de France, Coupe de la Ligue et Trophée des champions). Avec 1487 buts marqués en Championnat de France[21], il est le deuxième meilleur buteur de l'histoire derrière Raphaël Caucheteux.
- 16 février à Algrange : Aurélien Salmon, joueur de basket-ball professionnel français. Il mesure 2 m et évolue au poste d'intérieur.
- 21 février à Saint-Dié-des-Vosges : Ibrahima M'Bodji, dit Moussier Tombola[22],[23], auteur-compositeur-interprète et humoriste français d'ascendance sénégalaise.
- 27 février Mont-Saint-Martin : Illyès Salah, acteur français.
- 19 mars à Nancy : Félix André, entraîneur français de volley-ball.
- 6 avril à Thionville : Benjamin Corgnet, footballeur français qui jouait au poste de milieu offensif.
- 11 avril à Borny : Ludovic Mendes, homme politique français.
- 18 avril à Verdun : Anthony Roux, coureur cycliste français. Il est membre de l'équipe Groupama-FDJ pendant toute sa carrière professionnelle, de 2008 à 2022. Il compte à son palmarès plusieurs podiums lors des championnats de France sur route, dont le titre de champion de France en 2018. Il a également remporté une étape du Tour d'Espagne 2009.
- 13 mai à Metz : Hugo Becker , acteur français.
- 25 juin à Creutzwald : Christopher Poulain, joueur français de rugby à XV qui évolue au poste de pilier. Formé en Moselle, il se fait connaître en tant que joueur de l'US Dax au sein de laquelle il évolue pendant sept ans. Blessé grièvement aux cervicales en 2011, il met un terme prématuré à sa carrière à l'âge de 26 ans après une nouvelle indisponibilité physique.
- 8 juillet à Salmagne : Bertrand Billard, triathlète français, spécialiste des triathlons longues distances. Il est notamment double champion du monde longue distance en 2013 à Belfort et en 2014 à Weihai.
- 3 août à Amnéville : Amir Karaoui, footballeur international algérien. Il évolue actuellement au Al-Washm. 3.6
- 5 août à Bar-le-Duc : Benjamin Compaoré, athlète français, spécialiste du triple saut.
- 8 août à Nancy : Tarik Chipaux, joueur professionnel français de hockey sur glace qui évolue en position d'ailier[24]. Il évolue au poste de gardien au Fola Esch.
- 2 septembre à Metz : Thomas Iser, artiste du streetart, artiste peintre, photographe, performeur et skater[25]. Il crée, en 2016, son projet Universal Humanity. Son art est fortement inspiré du graffiti et de sa quête personnelle[26]. ainsi que de l'art japonais du Kintsugi, ou encore de la symbolique de l'alchimie[27].
- 4 septembre à Pont-à-Mousson : Mikl Mayer, de son vrai nom Michaël Mayer, dessinateur et scénariste français de bande dessinée.
- 7 octobre à Épinal : Matthieu Péché, céiste français pratiquant le slalom avec son coéquipier Gauthier Klauss.
- 7 novembre à Kanfen : Johan Boucher, coureur cycliste français, membre du VC Hettange-Grande.
- 10 novembre à Metz : Caroline Receveur-Philip, dite Caroline Receveur, personnalité de télé-réalité.
- 7 décembre à Metz : Michaël Hirsch, comédien, humoriste, auteur et chroniqueur français.
- 17 décembre à Épinal : Gauthier Klauss, céiste français pratiquant le slalom.

## Décès
- à Nancy : Raymond Ruyer (né à Plainfaing dans les Vosges le 13 janvier 1902), philosophe français du XXe siècle. Formé à l'École normale supérieure de la rue d'Ulm, ce montagnard vosgien, tôt orphelin de père, est devenu, à son retour de guerre et de captivité, professeur de philosophie à l'université de Nancy. Son œuvre traite des sciences : la physique quantique, la biologie, la psychologie et la cybernétique principalement, à partir desquelles il édifie un système de métaphysique finaliste qu'il retravaille tout au long de sa vie. Ruyer s'est également intéressé à la gnose et aux phénomènes « métapsychiques ».
- 19 décembre à Vandoeuvre-lès-Nancy : Max Mathieu, né le 16 octobre 1900 à Besançon, homme politique français.